# Diocèse de Saitama

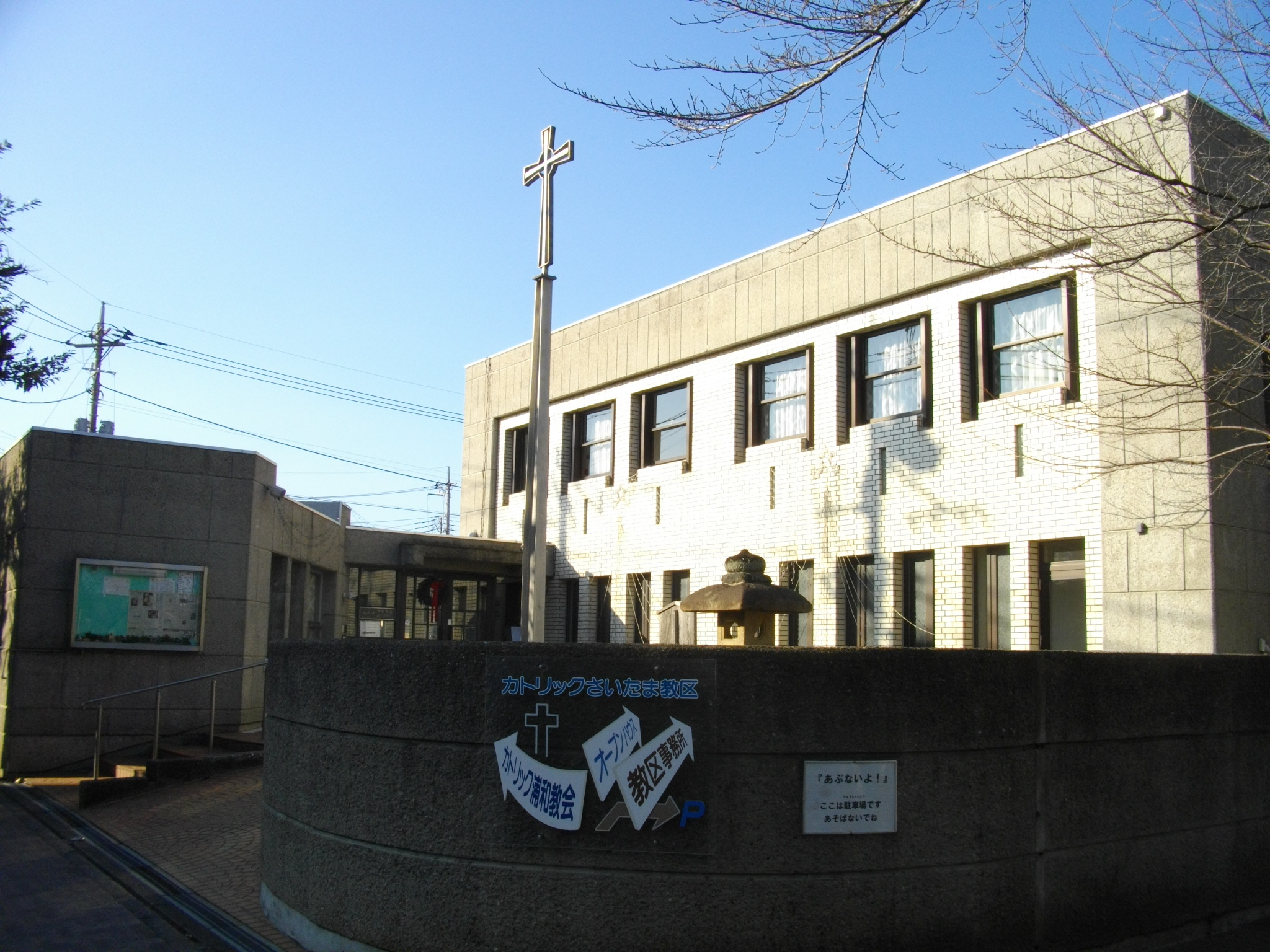
Cathédrale Sainte-Thérèse-de-l'Enfant-Jésus, Urawa

Le diocèse de Saitama est un siège épiscopal de l'Église catholique au Japon, suffragant de l'archidiocèse de Tokyo. En 2013, le diocèse comptait 120 873 baptisés pour 14 626 640 habitants. 

## Territoire
Le diocèse comprend les préfectures de Saitama, de Gunma, d'Ibaraki et de Tochigi.
Le siège est à Saitama où se trouve la petite cathédrale Sainte-Thérèse-de-l'Enfant-Jésus d'Urawa.
Le diocèse est subdivisé en 53 paroisses.

## Histoire
La préfecture apostolique d'Urawa est érigée le 4 janvier 1939 par la bulle Quo uberiores de Pie XI, recevant son territoire du diocèse de Yokohama.
Le 16 décembre 1957, elle est élevée au rang de diocèse par la bulle Qui superna Dei de Pie XII. Il prend son nom actuel le 31 mars 2003.

## Ordinaires
- Ambroise Leblanc OFM, 1939-1940
- sede vacante, 1940-1945
- Paul Sakuzo Uchino, 13 décembre 1945-1957
- Laurentius Satoshi Nagae, 24 décembre 1957-20 décembre 1979
- François-Xavier Kaname Shimamoto Prado, 20 décembre 1979-8 février 1990
- Peter Takeo Okada, 15 avril 1991-17 février 2000
- Marcellin Taiji Tani, 10 mai 2000-27 juillet 2013
- sede vacante 27 juillet 2013-2 juin 2018
  - administrateur apostolique : Peter Takeo Okada
- Mario Michiaki Yamanouchi, S.D.B, depuis le 2 juin 2018

## Statistiques
En 2014, le diocèse comptait 120 873 baptisés pour 14 626 640 habitants (0,9%), 58 prêtres dont 34 réguliers, 7 diacres permanents, 37 religieux et 279 religieuses dans 53 paroisses.